# Луланга
Лула́нга (англ. Lulanga) — вища традиційна громада у складі дистрикту Мангочі Південного регіону Малаві.
Адміністративний центр — село Луланга.
Населення — 43101 особа (2018).